# ME MAK Fémtani és Képlékenyalakítási Intézeti Tanszék

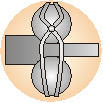
A Kohógéptani és Képlékenyalakítástani Tanszék logója

A Fémtani és Képlékenyalakítási Intézeti Tanszék a Miskolci Egyetem Műszaki Anyagtudományi Kara Fémtani, Képlékenyalakítási és Nanotechnológiai Intézetének tanszéke, ezen a néven és struktúrában 2012 óta működik.
Előde, a Kohógéptani és Képlékenyalakítástani Tanszék feladata a Nehézipari Műszaki Egyetemen oktatott kohómérnök hallgatók képlékeny alakítással kapcsolatos képzése, benne a képlékeny alakítás elméletének és technológiai eljárásainak, valamint gépi berendezéseinek egyetemi szintű oktatása. Ugyancsak a feladatok közé tartozik a jelzett témakör tudományos szintű művelése, elméleti és gyakorlati kutatási feladatok ellátása. A tanszék ezen a néven 45 éven át oktatta a kohómérnök hallgatókat és látta el egyéb funkcióit. A tanszék a selmecbányai Akadémián 1872-ben alakult Általános és Vasgyári Géptan Tanszékének a jogutódja, napjainkban a 2004-ben, két tanszék egyesítésével létrehozott Fémtani és Képlékenyalakítástani Tanszék keretén belül fejti ki tevékenységét.

## Történet
A Selmecbányán 1735-ben alapított Bergschule hallgatói matematikát (számtani-mértani és mérnöki ismereteket) és a bányászat-kohászat akkori öt fő területét tanulták: bányaművelés-bányajog, bányamérés, ércelőkészítés, kémlészet-kohászat, valamint pénzverés-aranyválatás. 1770-re három tanszék jött létre: a Metallurgiai-kémiai-ásványtani, a Matematikai-mechanikai-gépészeti és a Bányászati. 1868 és 1872 között bevezették a magyar nyelvű oktatást, megreformálták az akadémia szervezetét és oktatását. Akkor már nyolc tanszéke volt az akadémián. Az addigi egységes „bányászképzést”, amely elnevezés az akkor szaknyelvben egyaránt jelentett bányászatra, kohászatra és pénzverészetre való kiképzést, négy szakra választották szét: bányászati, fémkohászati, vaskohászati valamint gépészeti és építészeti szakra. Egyúttal újabb tanszékeket hoztak létre, köztük az Általános és Vasgyári Géptan Tanszéket, amely a Pöschl Ede vezette Bányagéptan, Hőgéptan és Építészet Tanszékből vált ki. Az újonnan alapított tanszék vezetését Farbaky Istvánra bízták, aki 1866-tól 1872-ig a Matematika, Mechanika és Általános Gépszerkezettan Tanszék vezetője volt. Farbaky István nevét a Schenekkel közösen feltalált akkumulátor tette világhírűvé. Az újonnan megalakult tanszék a vaskohászati szakon „Géptan és gépszerkezettan”, valamint „Vasgyári gépek szerkesztése és elmélete” című tantárgyakat oktatta. A gépészeti és építészeti szak keretében a tanszék a „Géptan”-t és a „Gépszerkesztés I–II”-t, valamint a „Vasgyári gépek” ismeretét és elméletét oktatta. Az 1876-ban bevezetett új tanterv szerint a fémkohászati szakon „Fémkohászati géptan és rajz”, a vaskohászattani szakon „Vaskohászati gépek elmélete és rajzolása" című tárgyak oktatása képezte a tanszék feladatát. Az 1894–1895-ös tanévben megszűnt a gépészeti szak, és az új tantervben először szerepelt a „Kohógéptan” című tantárgy, amit a III. évfolyamon a vaskohászati és a fémkohászati szakos hallgatóknak adtak elő.
Amikor Farbaky Istvánt 1892-ben képviselővé választották, tanszékvezetői utódja Herrmann Emil lett, aki az Erőműtani Tanszék vezetését cserélte fel e tanszék vezetésével. Herrmann Emil korának nemzetközi hírű gépészeti kiválósága volt. Leghíresebb műve az 1879-ben megjelent Conpendium der mechanischen Wärmetheorie. Hőelméleti értekezéseit a hazai szaklapokon kívül több külföldi szakfolyóirat is közölte.
Herrmann Emilt a tanszékvezetésben 1902-ben fia, Herrmann Miksa, a gépelemek hazai tudományágának megalapítója követte. Tudományos eredményei a képlékeny fémalakítás terén is úttörő jellegűek. 1911-ben jelent meg a neves Stahl und Eisen című folyóiratban Walzarbeit und Walzdruck című tanulmánya, amely hazai viszonylatban az első hengerléselméleti munka. Megállapításai a kor viszonyai között olyan új és továbbfejlesztésre alkalmas alapot adtak, amiből kiindulva a hengerléselmélet terén később nemzetközileg is elismert eredményeket ért el Kármán Tódor, Láng Károly, Cotel Ernő, Pattantyús-Ábrahám Imre és Geleji Sándor. Az Akadémiát 1904-ben Főiskolává szervezték át, és ezzel egyidejűleg a tanszék elnevezését I. sz. Géptani Tanszékre változtatták.
1911-ben Herrmann Miksa a Budapesti József Műegyetem II. sz. Gépszerkezettani Tanszékének tanszékvezetője lett. Helyére 1912-ben Láng Károly gépészmérnök, a korompai vasgyár műhelyfőnöke került. Továbbfejlesztette Herrmann Emil hengerlési elméletét, fontos Vashengerművek munkaszükséglete című tanulmánya a Bányászati Kohászati Lapokban jelent meg 1917-ben.

### Kohógéptani Tanszék
1922-től 1924-ig Kápolnai Pauer Viktor volt a tanszék vezetője. A tanszék nevét 1924-ben „Kohógéptani Tanszék”-re változtatták. Ebben az évben bízták meg a tanszék vezetésévei Pattantyús Á. Imrét, aki eredményes oktatómunkája mellett sokat tett a tanszéki kutatómunka megindításáért is, ami azonban a Főiskola Sopronba történő áttelepülésekor teljesen megszakadt. Munkásságából mindenképpen ki kell emelni a Vaskohászati Tanszék professzorával, Cotel Ernővel közösen kidolgozott módszert a hengerlési munka kiszámításához, amit 1929-ben tettek közzé Die Berechnung der Walzarbeit című tanulmányukban.
1934-ben a soproni főiskolát beolvasztották a József Nádor Műszaki és Gazdaságtudományi Egyetembe. Az átszervezéssel járó problémák miatt Pattantyús professzor lemondott a tanszék vezetéséről, és ideiglenesen visszavonult az oktatástól. 1935-ben Ulbrich Hugó gépészmérnök, nyugalmazott műszaki főtanácsos kapott megbízást a tanszékvezetői teendők ellátására, aki 1944-ig vezette a tanszéket. Szakmai munkásságából kiemelendő a hidraulikus sajtók akkumulátoraival foglalkozó szakcikke. Az 1940–1944 közötti időszakban Geleji Sándor a „Hengerművek tervezésének elméleti alapjai” címmel magántanári előadásokat tartott.
A második világháború után a tanszék felszerelése nagyrészt elpusztult, helyiségei romossá váltak, és még oktatója sem volt. Ekkor került a későbbi tanszékvezető Kiss Ervin tanársegédként a tanszékre (1945. július 1.). A „Kohógéptan” oktatását Kövesi Antal, a Mechanika Tanszék vezetője, a tanszék patronálását Széki János, a Fémkohászattani Tanszék vezetője látta el.

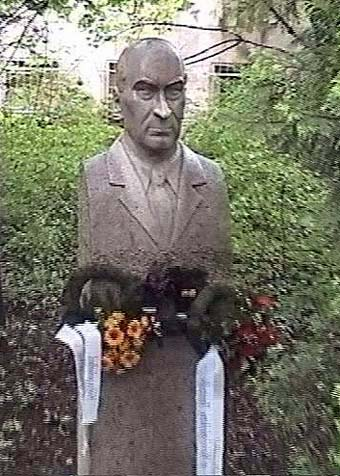
Geleji Sándor szobra a Miskolci Egyetem szoborparkjában

1946. május 1-jével nevezték ki tanszékvezető egyetemi tanárnak Geleji Sándort, a csepeli Weiss Manfréd Acél- és Fémművek Fémművének műszaki igazgatóját, aki hatalmas lendülettel látott a tanszék munkájának újraszervezéséhez. Mindemellett 1949-ig megtartotta üzemi vezetői állását is. Az újjáépítés első szakaszát a tananyag korszerűsítése, a felszerelés pótlása, az oktatási segédletek, jegyzetek megteremtése és a rendszeres kutatómunka alapjainak lerakása jellemezte.

### Kohógéptani és Képlékenyalakítástani Tanszék
Az Országgyűlés 1949. évi 23. törvénye Nehézipari Műszaki Egyetem létesítését írta elő Miskolcon, három karral: a bánya- és kohómérnöki kart Sopronból telepítették Miskolcra, a gépészmérnöki kar frissen alapított egység volt. Amikor a tanszék 1952-ben Sopronból Miskolcra áttelepült, új lehetőségek nyíltak a továbbfejlődésre mind az oktatási terület, mind az oktatói létszám, mind a felszerelés tekintetében, noha az egyetem épületeinek építése még folyamatban volt (és még folyt ezután is hosszú évekig). Ezért a Kohógéptani Tanszék először a Gépelemek Tanszék helyiségeiben vendégeskedett. Műhelyt, irodahelyiségeket, gépeket, jelentős beruházási összegeket kaptak az új tanszéki felszerelés megalapozásához. A tanszék egyre bővülő oktatási és kutatási profiljának megfelelően 1954-től elnevezése Kohógéptani és Képlékenyalakítástani Tanszék lett. A fémek képlékeny alakításának oktatása és kutatása folyamatosan beépült a tanszék profiljába, fontosabb új tantárgyaik a „Fémek technológiája I–II.” és a „Képlékenyalakítás I–II.”, majd később a „Képlékenyalakítás elmélete”. Ettől kezdve a kohásztechnológus (később alakítástechnológus) szakos kohómérnökképzés a tanszék hatáskörébe tartozott. Ezen a szakon azok a kohómérnök hallgatók tanultak, akik a fémek képlékeny alakításával és azok gépi berendezéseivel szándékoztak megismerkedni. A tanszék feladata volt a hallgatói diplomamunkákkal kapcsolatos tevékenységek intézése, valamint a diplomamunkák védésének és az államvizsgáknak (később záróvizsgák) a szervezése és lebonyolítása. 1958-ra elkészült a kohász tanszékek épülete (helyi szóhasználatban a „Kocsedó”), ahol a tanszék is tágas új otthont kapott. Az 1964-re felépült korszerű egyetemi műhelycsarnokban a tanszék kényelmesen el tudta helyezni kísérleti és demonstrációs célú berendezéseit (hengerállványok, kalapácsok, sajtók, húzógépek stb.). Geleji professzor és tanszéki munkatársai korszerű oktatási anyagokkal is igyekeztek segíteni a hallgatóság oktatását, sorra jelentették meg jegyzeteiket, tankönyveiket. Geleji Sándort kiemelkedő kutatómunkájáért és tudományszervező tevékenységéért 1950-ben a Magyar Tudományos Akadémia levelező, 1954-ben rendes tagjává választotta. 1951-es Kohógéptan című tankönyvéért a Kossuth-díj arany fokozatával jutalmazzák, majd 1955-ben másodszor is megkapta a Kossuth-díjat. Geleji Sándor 1967-ben hunyt el, de munkássága még hosszú évekre meghatározta a tanszék tevékenységét. 
A tanszék vezetésével 1967-ben Kiss Ervin egyetemi tanárt bízták meg. A tanszék oktatási profilja – összhangban a kari törekvésekkel – folyamatosan változott, korszerűsödött. Külön tantárgyat indítottak az alumínium alakításának oktatására („Könnyűfémek képlékenyalakítása”), valamint a technológiai kísérletek és mérések oktatására az „Üzemi mérések”-et. A viszonylagosan általános képlékeny alakítás oktatása helyett egyre fontosabbá vált az egyes technológiák külön tárgy keretében történő oktatása. A tanszéki oktatói állomány alkalmas volt erre, ezért 1972-ben elindították a „Kovácsolás, sajtolás”, a „Hengerlés I–II.” és a „Képlékeny hidegalakítás” című tantárgyakat is, és a korábbi „Kohógéptan”-t is tematikusan szétbontva oktatták. Ebben az időszakban a tanszék összesen 17 tantárgyat jegyzett.

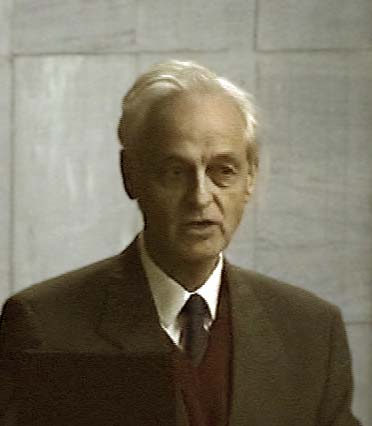
Voith Márton professzor

1987-ben Voith Márton – aki 1957 óta dolgozott a tanszéken – nyerte el a tanszékvezetői posztot. Voith professzor kétszer is volt a Kohómérnöki Kar dékánja: 1986 és 1989, valamint 1991 és 1995 között. Oktató munkája során a tanszék szakterületébe tartozó valamennyi témakörben tartott előadásokat. Fontos szerepet szánt a képlékeny alakítás elmélete, a képlékeny alakítás energiaviszonyai, a gyártástechnológiák komplex tervezése, a lapostermékek hideg- és meleghengerlése, a termomechanikus alakítás, az alumínium féltermékek gyártása, az alakítógépek üzemeltetése stb. témáknak. Ebben az időszakban készült el a karon Voith Márton kezdeményezésére az ún. moduláris tanterv, aminek eredményeként a szaktantárgyak oktatása új struktúrában történt, és az oktatási terület bővülése okán az oktatók olyan új tárgyakat is kidolgoztak és oktattak, amelyek közül néhány nem is a szorosan vett tanszéki profilba tartozott („Forgácsolás, hegesztés”, „A számítástechnika kohászati alkalmazása”, „Gyártástechnológiák komplex tervezése”, „Harmadtermékek gyártása”, „Számítástechnika I–III.”, „A VEM alapjai” stb.). Természetesen a régi tárgyak tematikája is folyamatosan korszerűsödött. Mindezek mellett számos olyan tantárgyat is meghirdettek, amelyeket a hallgatók alternatív tárgyként vehettek fel. Hallgatók sora folytathatott a tanszéken, egy-egy oktató vezetésével tudományos diákköri kutató munkát, amelyek közül számos díjazott lett a kari és az országos tudományos diákköri konferenciákon. A tanszék gazdája volt a tudományos utánpótlás biztosításának más vonatkozásban is: a szakterület kiválóságai a tanszék segítségével, irányításával szerezték meg különböző szintű tudományos fokozataikat.

### Új keretek között
A karon korábban elhatározott szervezeti struktúrakorszerűsítés 1993-ban elérte a tanszéket is. Megalakult az Anyagtechnológiai Intézet, amely magába foglalta a Kohógéptani és Képlékenyalakítástani Tanszéket, az újonnan létrehozott Minőségbiztosítási Kihelyezett Tanszéket, majd 1999-ben a Nemfémes Anyagok Technológiája Tanszékét. Ezzel egy időben a Kohógéptani és Képlékenyalakítástani Tanszék nevet felváltotta a Fémtechnológiai Tanszék név. A tanszék vezetője régi oktatója, Reisz Gyula egyetemi docens lett. Ezután – jórészt a tanszéktől függetlenül – tantervek és a szerkezetek váltakozásai következtek, mígnem a 2003–2004 között lezajló újabb szervezeti változtatások után megszűntek az intézetek, és az ekkor már Képlékenyalakítástani Tanszék egyesült a Fémtani Tanszékkel Fémtani és Képlékenyalakítástani Tanszék néven, amivel befejeződött a tanszék történetének klasszikus szakasza. A szakterületet a tanszéken belül a Képlékenyalakítástani szakcsoport viszi tovább.
Erre az időszakra esett a hazai felsőoktatás átszervezése, a bolognai folyamathoz való illeszkedés. A többszintű képzés természetesen új oktatási struktúrát kívánt meg. Az MSc és a BSc szintű oktatásnak megfelelően új tantárgyak kidolgozására is szükség volt, amellett, hogy a régi tárgyelnevezések is más tartalmat takarnak. 
Jelentősen bővült a tanszék eszközparkja: 2008-ban telepítették a székesfehérvári Alcoa cég adományaként a tanszéki műhelycsarnokba, azaz a „Geleji Sándor Képlékenyalakítási Laboratórium”-ba az egész egyetem legjelentősebb ilyen jellegű beruházásaként a Von Roll kísérleti hengerállványt, ami új perspektívát nyit az oktatásban és hengerléssel kapcsolatos kutatásokban.

## Tudományos tevékenység
Az egyetemi tanszékek fontos feladata – az oktatási tevékenység mellett – a szakterületébe tartozó tudományterület(ek) gondozása, fejlesztése. A Kohógéptani és Képlékenyalakítástani Tanszék ilyen irányú munkájának alapjait Geleji Sándor rakta le. A kezdeti időszakot azok az elméleti jellegű kutatási témák jellemezték, amelyek a hengerlési erő, a hengerlési teljesítményszükséglet kiszámítására alkalmas összefüggések kidolgozásra irányultak. Ehhez kapcsolódtak a hengerlés gépi berendezéseinek üzemtani, tervezési, méretezési problémáival foglalkozó témák. A tanszék kutató tevékenységének jellegét, témaköreit Geleji professzor rendkívül aktív, szerteágazó tudományos munkássága jellemezte: 24 szakkönyvet írt, amiből 11 idegen nyelven (köztük egy japánul is) jelent meg; 115 cikkét publikálták hazai és külföldi szaklapok. Nemzetközileg is nagy figyelmet keltő tudományos munkásságába fokozatosan bekapcsolódtak a tanszék oktatói és kutatói is. A kutatások témaköre évről évre bővült és fokozatosan felölelte a fémek képlékeny alakításának valamennyi ágát.
A tanszék kutatási profilját az alábbi főbb témakörök jellemzik:
- A képlékeny fémalakítás elméleti alapjainak továbbfejlesztése alapkutatások keretében. Ide sorolhatók mindazok a témák, amelyek a kovácsolás, a hengerlés, a húzás alakítástechnológiai paramétereinek meghatározásával és a technológiai műveletek optimalizálásával kapcsolatosak.
- Laboratóriumi és üzemi kísérletek az alakítástechnológiai jellemzők, az alakító gépek igénybevételének és a gyártott termékek méretpontosságának, mechanikai, fizikai jellemzőinek meghatározására.
- Ipari kutatások, amelyek mindig termelésre orientált konkrét üzemi fejlesztési feladatok megoldásara irányulnak.

## Táblázatok

### Tanszékvezetők
A tanszék elnevezésének alakulásáról és a tanszékvezetőkről ad összefoglaló áttekintést a következő táblázat:
| A tanszék neve                                         | Tanszékvezető                                     |
| ------------------------------------------------------ | ------------------------------------------------- |
| Általános és Vasgyári Géptan Tanszéke 1872–1904        | Farbaky István (1872–1892)                        |
| Általános és Vasgyári Géptan Tanszéke 1872–1904        | Herrmann Emil (1892–1902)                         |
| Általános és Vasgyári Géptan Tanszéke 1872–1904        | Herrmann Miksa (1902–1911)                        |
| I. sz. Géptani Tanszék 1904–1924                       | Láng Károly (1912–1922)                           |
| I. sz. Géptani Tanszék 1904–1924                       | Kápolnai Pauer Viktor (1922–1924)                 |
| Kohógéptani Tanszék 1924–1954                          | Pattantyús-Ábrahám Imre (1924–1934)               |
| Kohógéptani Tanszék 1924–1954                          | Ulbrich Hugó (1935–1944)                          |
| Kohógéptani és Képlékenyalakítástani Tanszék 1954–1999 | Geleji Sándor (1946–1967)                         |
| Kohógéptani és Képlékenyalakítástani Tanszék 1954–1999 | Kiss Ervin (1967–1987)                            |
| Kohógéptani és Képlékenyalakítástani Tanszék 1954–1999 | Voith Márton (1987–1999)                          |
| Fémtechnológiai Tanszék 1999–2003                      | Reisz Gyula (1999–2003)                           |
| Képlékenyalakítástani Tanszék 2003–2004                | Kaptay György (2003–2004)                         |
| Fémtani és Képlékenyalakítástani Tanszék 2004-2012     | Roósz András (2004-2007) Gácsi Zoltán (2007-2012) |
| Fémtani és Képlékenyalakítási Intézeti Tanszék 2012-   | Gácsi Zoltán (2012-)                              |

### Tantárgyak
A Kohógéptani és Képlékenyalakítástani Tanszék története során szakterülete folyamatosan változott, fejlődött, korszerűsödött. A mindenkori igényeknek megfelelően bizonyos tárgyak oktatása megszűnt, mások jelentősen átalakultak, és természetesen folyamatosan újabb és újabb tantárgyak kerültek be az oktatási struktúrába. A következő táblázat az oktatott tantárgyakról ad – vázlatos, nem teljes körű – áttekintést:
| Időszak   | Tantárgy                                                |
| --------- | ------------------------------------------------------- |
| 1872–1876 | Géptan és gépszerkezettan                               |
| 1872–1876 | Vasgyári gépek szerkesztése és elmélete                 |
| 1872–1876 | Géptan                                                  |
| 1872–1876 | Gépszerkesztés I–II.                                    |
| 1876–1895 | Fémkohászati géptan és géprajz                          |
| 1876–1895 | Vasgkohászati gépek elmélete és rajzolása               |
| 1895–1945 | Kalorikus és hidrogépek                                 |
| 1895–1945 | Kohógéptan I–II.                                        |
| 1949–1956 | Hőerőgépek és légsűrítők (1952-ig)                      |
| 1949–1956 | Gépelemek I–II.                                         |
| 1949–1956 | Fémek forgácsolása (1951-től)                           |
| 1949–1956 | Kohógéptan I–II.                                        |
| 1949–1956 | Fémes anyagok gyakorlati technológiája (1951-ig)        |
| 1949–1956 | Fémek technológiája I–II. (1952-től)                    |
| 1949–1956 | Kohászati szállító berendezések (1952-ig)               |
| 1949–1956 | Képlékenyalakítás I–II. (gépész hallgatóknak, 1952-től) |
| 1963–1972 | Képlékenyalakítás elmélete                              |
| 1963–1972 | Fémek alakítása                                         |
| 1963–1972 | Képlékenyalakítás I–IV.                                 |
| 1963–1972 | Kohógéptan I–III.                                       |
| 1963–1972 | Kohászati szállító berendezések                         |
| 1963–1972 | Könnyűfémek képlékenyalakítása                          |
| 1963–1972 | Üzemi mérések                                           |
| 1963–1972 | Fémalakítási enciklopédia                               |
| 1963–1972 | Porkohászat (fakultatív)                                |
| 1963–1972 | Képlékenyalakítás elmélete I–II.                        |
| 1963–1972 | Alumíniumötvözetek képlékeny alakítása                  |
| 1963–1972 | Alakítógépek I–II.                                      |
| 1963–1972 | Hengerlés I–II.                                         |
| 1963–1972 | Kovácsolás                                              |
| 1963–1972 | Hidegalakítás                                           |
| 1963–1972 | Forgácsolás, hegesztés                                  |
| 1963–1972 | Kohászati alapismeretek                                 |
| 1963–1972 | A számítástechnika kohászati alkalmazása III.           |
| 1963–1972 | Gyártástechnológiák komplex tervezése I–II.             |
| 1963–1972 | Különleges termékek képlékeny alakítása                 |
| 1963–1972 | Harmadtermékek gyártása                                 |
| 1963–1972 | Alakítógépek tervezése                                  |
| 1963–1972 | Számítástechnika I–III. (1993-tól)                      |
| 1963–1972 | A VEM alapjai (1993-tól)                                |
| 1963–1972 | A CadKey alapjai (1993-tól)                             |
| 1963–1972 | Szakértői rendszerek (alternatív, 1993-tól)             |
| 1963–1972 | Kohászati műszaki angol (alternatív, 1993-tól)          |
| 1963–1972 | Kohászati műszaki német (alternatív, 1993-tól)          |
| 2004–     | Alakítástechnológiai mérések (BSc)                      |
| 2004–     | Alakítógépek üzemtana (BSc)                             |
| 2004–     | Csőgyártás (BSc)                                        |
| 2004–     | Hengerlés I–II. (BSc)                                   |
| 2004–     | Képlékenyalakítás (BSc)                                 |
| 2004–     | Képlékenyalakítás alapjai(BSc)                          |
| 2004–     | Képlékeny hidegalakítás (BSc)                           |
| 2004–     | Képlékenyalakítás alapjai (BSc)                         |
| 2004–     | Kovácsolás (BSc)                                        |
| 2004–     | Alakítógépek tervezése (MSc)                            |
| 2004–     | Képlékenyalakítás (MSc)                                 |
| 2004–     | Képlékenyalakítás elmélete (MSc)                        |
| 2004–     | Képlékenyalakítás folyamattana (MSc)                    |
| 2004–     | Képlékenyalakítás optimalizálása (MSc)                  |
| 2004–     | Képlékenyalakítás szimulációja (MSc)                    |
| 2004–     | Képlékenyalakító eljárások (MSc)                        |